# Варнава
Апостол Варна́ва (на гръцки: Βαρνάβας; на латински: Barnabas) е християнски светец, апостол в числото на т.нар. Седемдесет апостоли, основател и светец-покровител на Кипърската църква (Деяния апостолски 4,36). По народност е евреин, а рожденото му име е Йосиф (или Йосия) (Josef, Joses). Името, с което е известен, означава "син на утехата" или "син на молитвата" и е прякор, даден му по времето на сформирането на първата юдео-християнска общност в Йерусалим, към която проявява голяма всеотдайност, което е и поводът да бъде наречен така. За живота му се разказва в "Деяния на апостолите" - книга от "Новия завет". 
Паметта му се чества се на 11 юни (24 юни стар стил).

## Живот
Роден е на остров Кипър, в град Саламин (в близост до мястото на по-късния град Фамагуста). Смята се, че е роднина на евангелист Марк.
На младини е ученик на фарисея Гамалиил (чийто възпитаник е и апостол Павел). Той е един от първите левити, приели християнството (Библия, Деян 4:32 – 37). Впоследствие е сред основните популяризатори на вярата в ролята на Иисус Христос, като Месия и дълго време придружител и помощник на Павел. Така той кръщава папа Климент I. Предполага се, че е посетил Рим и е станал епископ на Милано (Медиоланум). Разделя се с апостол Павел известно време преди неговото залавяне от римските власти и се установява на Кипър, където с него остава Марк, а Павел продължава пътешествията си в компанията на евангелист Лука.
Варнава умира през 61 г. като мъченик (смята се, че е убит с камъни) в родния си град на остров Кипър, където се чества като национален светия от кипърските гърци. През 478 г. неговите мощи са преместени в местния манастир „Апостол Варнава“ в Саламин.